# Pareci Novo
Pareci Novo é um município brasileiro do estado do Rio Grande do Sul. Localiza-se na região intermediária de Porto Alegre e na região imediata de Montenegro.

## História
A história do município inicia-se por volta de 1800, quando as terras da região passaram a pertencer à Fazenda Pareci. Estas terras eram situadas entre Maratá e São Sebastião do Caí.
O nome Pareci vem de um indígena que emigrou a região, e pertencia à tribo Parecis. Hoje, a maior parte da população descende de Hamburgo.
Em 1922 tornou-se distrito de Montenegro, posição em que pertenceu até 1992. Neste ano, no dia 20 de março, tornou-se emancipado de Montenegro.

## Geografia
O território atual do município é de 57,485 km², sendo 3,29 km² urbanizados, com 4.433 habitantes segundo estimativas de 2024. Situa-se a 75 km da capital Porto Alegre. O principal acesso é pela RS 124, que liga o município até Montenegro e São Sebastião do Caí.
Situa-se na região intermediária de Porto Alegre na região imediata de Montenegro. Localizada na latitude 29º38'16" sul e na longitude 51º23'52" oeste, Pareci Novo está a uma altitude de 29 metros.

## Demografia
Segundo o Censo 2022 dos 4.319 habitantes do município naquele ano, 2.161 se declararam homens, e 2.158 mulheres. Se declararam brancos 4.003 habitantes, 76 se declararam pretos e 234 se declararam pardos. Nenhum habitante se declarou indígena ou amarelo. No Censo 2010, 2.965 pessoas se declararam católicas, sendo 15 ortodoxas e o restante católicos apostólicos romanos, 513 se declararam evangélicas, oito espíritas, 12 umbandistas e 3 sem religião.

## Educação
O município possui uma taxa de escolarização dos 6 aos 14 anos de 97,7%, com 444 matrículas no ensino fundamental, em quatro estabelecimentos de ensino, com 40 docentes. Já o ensino médio conta com 119 alunos matriculados em um estabelecimento de ensino com 10 docentes.